# Saison 2017-2018 du Clermont Foot 63
Chronologie
Saison précédente Saison suivante
La saison 2017-2018 voit le Clermont Foot 63 évoluer en Ligue 2. Le club poursuit sa onzième année consécutive au deuxième échelon du football français.  
Cette année l'équipe première joue en Coupe de France et au premier tour de la Coupe de la Ligue. 
Le club commence sa saison le 28 juillet 2017 à l'extérieur contre Paris FC ou SC Bastia. Le premier match à domicile a lieu le 4 août 2017 contre Tours FC.  
L'équipe première est entraînée par Corinne Diacre depuis trois saisons et présidé par Claude Michy.

## Avant-saison
Le Clermont Foot a effectué un stage de préparation à Mende en Lozère.

## Tableau des transferts
| Nom                  | Nationalité | Poste     | Transfert      | Fin du contrat | Provenance/Destination | Division     |
| -------------------- | ----------- | --------- | -------------- | -------------- | ---------------------- | ------------ |
| Arrivées             |             |           |                |                |                        |              |
| Paul Bernardoni      | France      | Gardien   | Prêt           | 2018           | Girondins de Bordeaux  | Ligue 1      |
| Martin Kavdanski     | Bulgarie    | Défenseur | Transfert      | 2019           | Lokomotiv Gorna        | Parva Liga   |
| Jérôme Phojo         | France      | Défenseur | Transfert      | 2019           | Les Herbiers VF        | National     |
| Ludovic Soares       | France      | Défenseur | Transfert      | 2020           | Red Star               | Ligue 2      |
| David Douline        | France      | Défenseur | Transfert      | 2020           | Le Puy Foot 43         | National 2   |
| Manuel Perez         | France      | Milieu    | Transfert      | 2020           | Stade brestois 29      | Ligue 2      |
| Nicolas Gavory       | France      | Milieu    | Transfert      | 2019           | AS Béziers             | National     |
| Férébory Doré        | Congo       | Attaquant | Prêt           | 2018           | SCO Angers             | Ligue 1      |
| Franck Honorat       | France      | Attaquant | Transfert      | 2020           | OGC Nice               | Ligue 1      |
| Alassane N'Diaye     | France      | Attaquant | Transfert      | 2020           | Al-Taawoun             | Saudi League |
| Départs              |             |           |                |                |                        |              |
| Franck L'Hostis      | France      | Gardien   | Fin de contrat | //             | //                     | //           |
| Marc-Aurèle Caillard | France      | Gardien   | Transfert      | 2019           | En Avant de Guingamp   | Ligue 1      |
| Cédric Avinel        | France      | Défenseur | Transfert      | 2019           | AC Ajaccio             | Ligue 2      |
| Baptiste Martin      | France      | Défenseur | Fin de contrat | //             | //                     | //           |
| Cyriaque Rivieyran   | France      | Défenseur | Transfert      | 2019           | Chamois Niortais       | Ligue 2      |
| Jacques Salze        | France      | Défenseur | Transfert      |                | US Quevilly-Rouen      | Ligue 2      |
| Eugène Ekobo         | Cameroun    | Milieu    | Fin de contrat | //             | //                     | //           |
| Wesley Jobello       | France      | Milieu    | Fin de contrat | //             | //                     | //           |
| Mamadou Thiam        | Sénégal     | Attaquant | Retour de prêt | //             | Dijon FCO              | Ligue 1      |
| Dorian Caddy         | France      | Attaquant | Retour de prêt | //             | OGC Nice               | Ligue 1      |

| Nom      | Nationalité | Poste | Transfert | Fin du contrat | Provenance/Destination | Division |
| -------- | ----------- | ----- | --------- | -------------- | ---------------------- | -------- |
| Arrivées |             |       |           |                |                        |          |
| Départs  |             |       |           |                |                        |          |

## Matchs amicaux
| Date             | Horaire | Adversaire               | Lieu                 | Score | Buteur(s) du CF63                               | Buteur(s) adverse | Affluence | Lien   |
| ---------------- | ------- | ------------------------ | -------------------- | ----- | ----------------------------------------------- | ----------------- | --------- | ------ |
| 1er juillet 2017 | //      | AS Lyon-Duchère          | Clermont-Ferrand     | 1-0   | Michel Espinosa                                 | //                | Inconnu   | [ 5 ]  |
| 8 juillet 2017   | //      | UNFP                     | Riom                 | 1 - 1 | Michel Espinosa                                 | Alo'o Efoulou     | Inconnu   | [ 6 ]  |
| 12 juillet 2017  | //      | Le Puy Foot 43           | Clermont-Ferrand     | 4 - 0 | Rémy Dugimont x2, Joseph Lopy, Alassane N'Diaye | //                | Inconnu   | [ 7 ]  |
| 15 juillet 2017  | //      | Bourg-en-Bresse Péronnas | Chasse-sur-Rhône     | 0 - 0 | //                                              | //                | Inconnu   | [ 8 ]  |
| 19 juillet 2017  | 18h30   | Montpellier HSC          | Millau               | 2 - 0 | Ajorque X2                                      | //                | Inconnu   | [ 9 ]  |
| 21 juillet 2017  | 16h00   | AS Béziers               | Saint-Chély-d'Apcher | 1 - 1 | Doré                                            | Gbegnon           | Inconnu   | [ 10 ] |

## Compétitions

### Championnat

#### Journées 35 à 38
À l'issue de la 38e journée du championnat, tenue le 11 mai 2018, le Clermont Foot pouvait espérer une montée en Ligue 1 à condition, outre une victoire, d'un faux pas de deux prétendants aux barrages (tels que Brest et Le Havre). Recevant le Paris FC, la rencontre se solde sur un match nul 2-2, et le Clermont Foot finit en sixième position, avec 63 points, échouant aux portes des barrages.

### Classement
| Rang | Équipe            | Pts | J  | G  | N  | P  | Bp | Bc | Diff | Promotion ou relégation           |
| ---- | ----------------- | --- | -- | -- | -- | -- | -- | -- | ---- | --------------------------------- |
| 4    | Le Havre AC       | 66  | 38 | 19 | 9  | 10 | 53 | 34 | +19  | Match 1 des barrages de promotion |
| 5    | Stade brestois 29 | 65  | 38 | 18 | 11 | 9  | 58 | 43 | +15  | Match 1 des barrages de promotion |
| 6    | Clermont Foot 63  | 63  | 38 | 17 | 12 | 9  | 54 | 36 | +18  |                                   |
| 7    | FC Lorient R      | 62  | 38 | 18 | 8  | 12 | 61 | 46 | +15  |                                   |
| 8    | Paris FC P        | 61  | 38 | 16 | 13 | 9  | 46 | 36 | +10  |                                   |

## Coupe de France
Le Clermont Foot, pour son entrée en Coupe de France, au 7e tour, se fait éliminer d'entrée 1-0 par Moulins-Yzeure Foot (AS Yzeure), club évoluant en National 2, au stade de Bellevue à Yzeure.